# Атман
Атман или атма (санскрт: आत्म‍ ātman - сопство) или ата (пали: atta) је филозофски појам који се користи у хиндуизму, веданти и другим дармичким религијама. Преводи се као сопство, свест, дух или душа, према европским аналогијама у различитим системима.
Превод дух или душа одговара смислу атмана у нјаја-ваишешика учењу. Термин свест најбоље одговара систему веданте, где учење о атману изражава пантеистички идентитет индивидуалне свести са апсолутном или свеобухватном свешћу (параматман), која је идентична с постојаношћу битка (брахман), према којем је ток појавног бића привидан.

## Индијска филозофија
У индијској филозофији се често наглашава да постоји само једно сопство (атман), да се све оно што се спознаје налази у њему, те да је разлика између две особе нестварна. Индијска филозофија обично користи алегорију по којој је универзална свест океан, а појединачна свест талас тог океана. И као што талас дугује постанак океану, из њега извире и у њега се враћа, али може помислити да је одвојен и да постоји независно, тако и појединачна свест, атман, може умислити да постоји независно од брамана, односно универзалне свести. Међутим, самоспознајом свест увића истину да никад није ни била одсечена од космичке свести већ је одувек била вечна и непропадљива по својој природи.
Индијски филозоф Шанкара (788-820.) је унутар традиције веданте заговарао филозофију не-двојности (адваита), односно да су сопство (атман) и апсолутна стварност (брахман) једно те исто. Ослобађање јесте превазилажење духовног незнања или илузије (маја), узроковане наметањем сопству онога што је други ентитет, дакле није то сопство. Тврдио је да је ова истина подучавана још у Ведама и да се може увидети одбацивањем овоземаљских ужитака. Каснији веданта теолози, Рамануђа и Мадхва, оспоравали су Шанкарину филозофију и њихова позиција постаје доминантна.

## Будизам
У будизму, неосновано веровање у атман је основни узрок заблуде која ствара самсару. Буда је сматрао да је појам метафизичког сопства заправо плод погрешне спекулације о индивидуалном сопству, подстакнуте страхом од смрти, жељом за задовољствима и жудњом за вечним постојањем. Насупрот веровању у атман он је формулисао учење о анатману, несопству.
Будисти су на место душе ставили низ стања свести (сантана), која иду једно за другим, с тим што претходно одређује следеће и преноси му кармички набој којим је прожето. Овај набој није само збир из прошлости, већ је снабдевен и моћи пројектовања у будућност (акшепа). Тако је сачувана карма, морална одговорност, а избегнута хипотеза о постојању душе. 